# Lungra
Lungra (nep. लुंग्रा) – gaun wikas samiti w zachodniej części Nepalu w strefie Seti w dystrykcie Achham. Według nepalskiego spisu powszechnego z 2011 roku liczył on 767 gospodarstw domowych i 3855 mieszkańców (2224 kobiety i 1631 mężczyzn).